# Blabia exotica
Blabia exotica är en skalbaggsart som beskrevs av Martins och Maria Helena M. Galileo 1995. Blabia exotica ingår i släktet Blabia och familjen långhorningar. Inga underarter finns listade.